# Atentados de los pubs de Guildford
Los atentados de los pubs de Guildford tuvieron lugar el 5 de octubre de 1974 cuando un comando del IRA provisional (ERI en español) detonó dos bombas de algo menos de tres kilos en sendos pubs de la localidad de Guildford (Surrey, Inglaterra); los cuales fueron elegidos como objetivo por ser muy frecuentados por los soldados del cuartel de Pirbright. Murieron cuatro soldados y un civil; además, 65 personas resultaron heridas.
La bomba en el bar «The Horse and Groom» se detonó a las 20:00 horas (CET), provocando la muerte de Paul Craig (un yesero de 22 años), dos miembros de la Guardia Escocesa y otros dos del Cuerpo femenino del Ejército.
En lo que respecta al segundo pub, «The Seven Stars», ya había sido evacuado tras el primer estallido, de modo que la segunda bomba, que detonó a las 21:00h, no causó apenas daños a los clientes. Sin embargo, Owen O'Brien, propietario del pub, y su cónyuge, fueron sorprendidos por la segunda explosión mientras se aseguraban de que no hubiera más artefactos en el lugar, provocándoles a él una fisura de cráneo y a ella una fractura de pierna, respectivamente. Cinco miembros del personal y un cliente que acababan de salir cuando tuvo lugar el suceso sufrieron heridas leves.
Este fue el primero de una larga campaña de atentados perpetrados a lo largo de un año por la denominada «Banda de Balcombe Street». Esta unidad de servicio activa del IRA fue detenida por la policía en diciembre de 1975 tras el asedio de Balcombe Street, de una semana de duración, que culminó con el juicio y posterior condena de sus miembros por otros asesinatos y delitos.
Los atentados contribuyeron a la rápida aprobación de las Leyes de Prevención de Ataques Terroristas en noviembre de 1974 sin apenas oposición, de las que luego se sirvió la Policía Metropolitana para obtener confesiones forzadas.

## «The Guildford Four» o «los Cuatro de Guildford»
Los atentados ocurrieron cuando el conflicto norirlandés se encontraba en su punto álgido. La Policía Metropolitana se veía bajo la enorme presión de detener a los miembros del IRA responsables de los ataques en Inglaterra. En diciembre de 1974, la policía arrestó a tres hombres y una mujer, más tarde conocidos como «los Cuatro de Guildford»: Gerry Conlon, Paul Hill, Patrick Armstrong y Carole Richardson.
Conlon había estado en Londres visitando a la hermana de su madre, Annie Maguire, cuando se produjeron los hechos. Pocos días después de que los Cuatro de Guildford fueran arrestados, la Policía Metropolitana también detuvo a Annie Maguire y a su familia, incluyendo al padre de Gerry Conlon, Patrick Giuseppe. Todos ellos se conocerían posteriormente como "los Siete Maguire".
Los Cuatro de Guildford fueron acusados de manera fraudulenta de los atentados de octubre de 1975 y sentenciados a cadena perpetua. Los Siete Maguire también fueron condenados injustamente en marzo de 1976 a penas que oscilaban entre cuatro y catorce años, por haber proporcionado material para la fabricación de bombas y otros apoyos.
Giuseppe Conlon murió tras haber pasado casi tres años en la cárcel, mientras que los Cuatro de Guildford permanecieron en prisión durante 15 años. Todas las sentencias fueron anuladas años más tarde en los tribunales de apelación, una vez demostrado que las condenas habían sido dictadas con base en confesiones obtenidas mediante tortura (del mismo modo que algunas de las confesiones de los Siete Maguire) y que la policía había ocultado pruebas que los habrían exculpado. Tras el sumarísimo juicio, la policía británica detuvo en la calle Balcome, de Londres, a cuatro miembros del Ira, conocidos desde entonces como «Los Cuatro de Balcombe Street». Durante el juicio de «Los Cuatro Balcombe Street» en febrero de 1977, estos miembros del IRA ordenaron a sus letrados que «hicieran saber que un total de cuatro personas inocentes estaban cumpliendo largas sentencias» por tres atentados perpetrados en Woolwich (un distrito del sureste de Londres) y Guildford. Nunca se presentaron cargos penales contra Los cuatro de Balcombe por estos crímenes. La película de 1993 En el nombre del padre está basada en estos hechos.